# علامة الموافقة

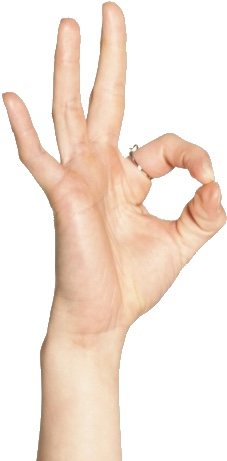
العلامة

علامة الموافقة بصيغة إيموجي

علامة الموافقة (OK) أو إيماءة الحلقة (رمز يونكود U+1F44C "👌") يتم تنفيذها عن طريق وصل إصبعي الإبهام والسبابة على شكل دائرة أو حلقة، وترك الأصابع المتبقية مستقيمة ومرتخية بعيدا عن راحة اليد.

## رمز هيمنة البيض
في عام 2017، كان المستخدمون على موقع لوحة الرسائل فورتشان يهدفون إلى إقناع وسائل الإعلام بأن الإيماءة كانت تستخدم كرمز لهيمنة ذوي البشرة البيضاء. [40] [43] وفقًا لصحيفة بوسطن غلوب، تم توجيه تعليمات للمستخدمين على موقع لوحة الرسائل فورتشان في فبراير 2017 إلى «إغراق تويتر وغيره من مواقع التواصل الاجتماعي... بدعوى أن علامة الإيماءة هي رمز لسيادة البيض» كجزء من حملة يطلق عليها «عملية O-KKK».
إن ارتباط الإيماءة بتفوق البيض مستمد من التأكيد على أن الأصابع الثلاثة المتوازية تشبه حرف "W" والدائرة المثنية بالإبهام والسبابة تشبه حرف "P"، ليشكلى معًا كلمة "white power" أي «القوة البيضاء». في حين أن بعض أعضاء اليمين المتطرف استخدموا الرمز بعد إطلاق حملة فورتشان، فقد ظل غامضًا ما إذا كان يتم استخدامه من أجل توصيل التزام حقيقي بالسيادة البيضاء أو بدوافع سخرية متعمدة.

## الاستعمال الطبي
تستعمل هذه العلامة طبيا لفحص شلل العصب المتوسط وأيضا في حالات إصابة العصب بين العظمي الأمامي.